# Dintesheim
Dintesheim ist eine Ortsgemeinde im Landkreis Alzey-Worms in Rheinland-Pfalz. Sie gehört der Verbandsgemeinde Alzey-Land an.

## Geographie
Als Weinbaugemeinde liegt Dintesheim im größten Weinbau treibenden Landkreis Deutschlands und mitten im Weinanbaugebiet Rheinhessen. Alzey liegt ca. 2 Kilometer nordwestlich der Gemeinde.

## Geschichte

### Mittelalter und Frühe Neuzeit
Dintesheim lag im Wormsgau und wurde im Jahre 778 – es ist die älteste erhaltene Erwähnung – in den Lorscher Schenkungen als Tinesheim genannt. Weitere frühe Namensformen sind Tidinesheim (791, vermutlich die älteste Form), Thidensheim (1214) und 1496 Dientesheim.
Im Jahre 1494 gehörte der Ort zu den kurpfälzischen sogenannten Ausdörfern. Wann der Ort unter die Oberhoheit der Kurpfalz gekommen war, ist unbekannt. Bis zur Auflösung des Kurstaates blieb Dintesheim Bestandteil der Kurpfalz. Die von beiden Konfessionen genutzte Kirche ist im Kern ein spätgotischer Saalbau aus dem Jahr 1535, der 1753 im barocken Stil umgebaut wurde.

### Neuzeit
Nach der Einnahme des linken Rheinufers durch französische Revolutionstruppen wurde die Region 1793 von Frankreich annektiert. 
 Verzögert durch die Koalitionskriege wurde die Annexion erst nach 1797 konsolidiert und Dintesheim gehörte von 1798 bis 1814 zum Kanton Alzey im Departement Donnersberg. Gerichtlich war im Bereich des Kantons für die Zivilgerichtsbarkeit das Friedensgericht Alzey zuständig, für die Angelegenheiten der freiwilligen Gerichtsbarkeit im übrigen Notariate.
Aufgrund von 1815 auf dem Wiener Kongress getroffenen Vereinbarungen und eines 1816 zwischen dem Großherzogtum Hessen, Österreich und Preußen geschlossenen Staatsvertrags kam Rheinhessen, und damit auch die Gemeinde Dintesheim, zum Großherzogtum Hessen, das das neu erworbene Gebiet als Provinz Rheinhessen organisierte. Nach der Auflösung der Kantone in der Provinz kam der Ort 1835 zum neu errichteten Kreis Alzey, zu dem er bis 1969 gehörte.
Das Friedensgericht Alzey wurde 1879 aufgelöst und durch das Amtsgericht Alzey ersetzt.
Lange Zeit nur aus fünf Höfen bestehend, war Dintesheim bis 1834 ein Filialort von Flomborn und bekam erst 1924 eine eigene Bürgermeisterei.
Nach dem Zweiten Weltkrieg gehörte die Gemeinde zur französischen Besatzungszone und wurde 1946 Teil des neu gebildeten Landes Rheinland-Pfalz.

## Politik

### Gemeinderat
Der Gemeinderat in Dintesheim besteht aus sechs Ratsmitgliedern, die bei der Kommunalwahl am 9. Juni 2024 in einer Mehrheitswahl gewählt wurden, und dem ehrenamtlichen Ortsbürgermeister als Vorsitzendem.

### Ortsbürgermeister
| 1999 bis 2009 | Norbert Birk      |
| 2009 bis 2014 | Matthias Brechtel |
| 2014 bis 2019 | Arnd Stegemann    |
| seit 2019     | Frank Altendorf   |

Bei der Direktwahl am 26. Mai 2019 wurde Frank Altendorf mit einem Stimmenanteil von 82,52 % gewählt und folgte damit Arnd Stegemann, der nicht mehr kandidiert hatte. Bei der Direktwahl am 9. Juni 2024 wurde er als einziger Bewerber mit 89,5 % für weitere fünf Jahre in seinem Amt bestätigt.

### Wappen
Blasonierung: „Unter blauem Schildhaupt, darin drei silberne Lilien, in Silber zwei gekreuzte blaue Krummstäbe.“

## Siehe auch

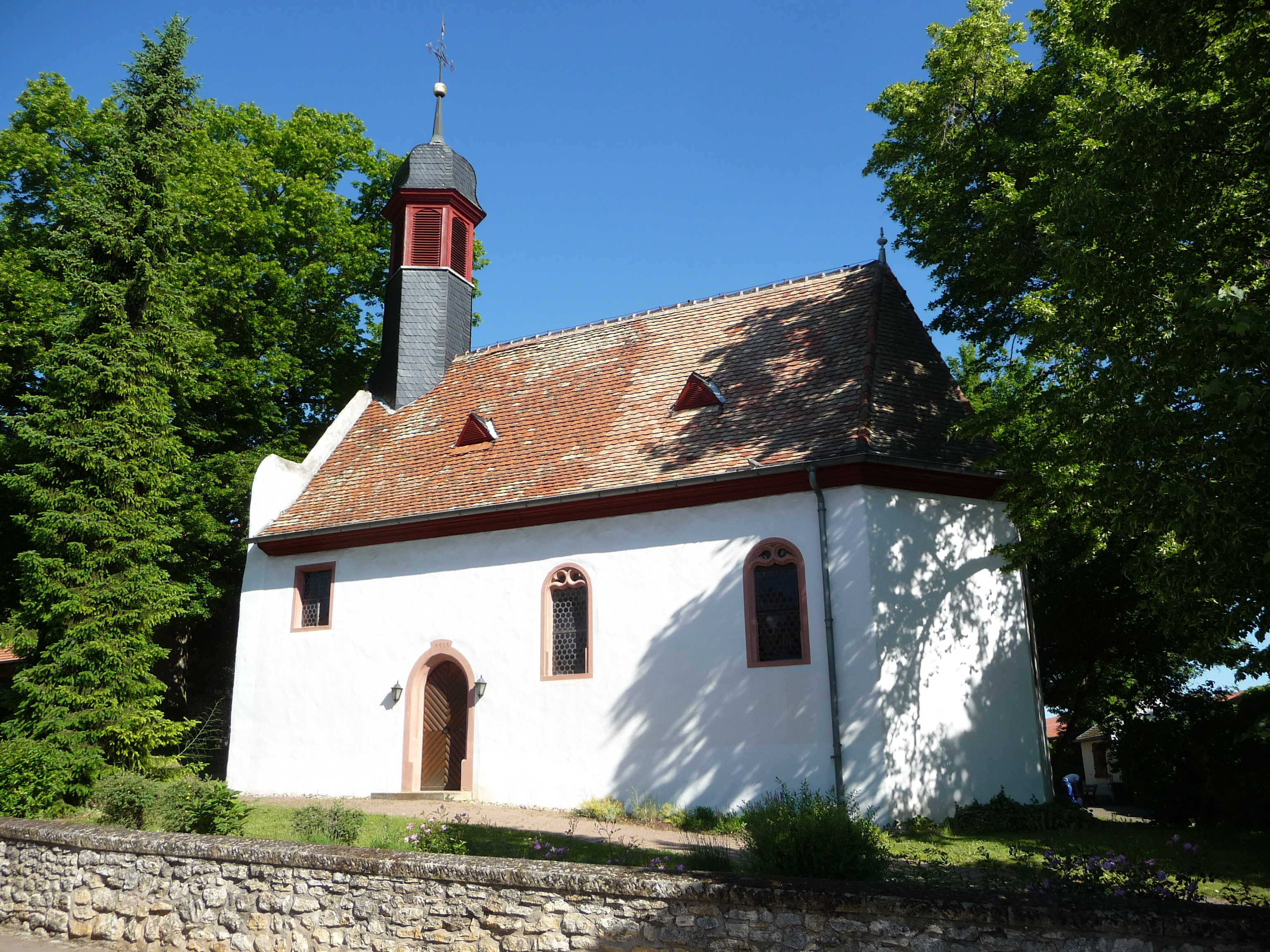
Kirche